# Dransfeld
Dransfeld (pronunciación en alemán: /ˈdʁansˌfɛlt/ⓘ) es un municipio situado en el distrito de Gotinga, en el estado federado de Baja Sajonia (Alemania), a una altitud de 300 metros. Su población a finales de 2016 era de unos 4300 habitantes y su densidad poblacional, 160 hab/km².
Se encuentra ubicado a poca distancia al este de la frontera con  estado de Hesse.